# 日本二輪車普及安全協会
日本二輪車普及安全協会（にほんにりんしゃふきゅうあんぜんきょうかい、Japan Motorcycle Promotion & Safety Association）は、オートバイのライフ・サイクルのあらゆる場面で、より安全で安心、便利で快適な二輪車の環境をつくりだすために発足。オートバイの製造メーカー、卸販売業者、関連団体、などで構成される一般社団法人。

## 概要
安全で快適なオートバイライフを過ごせる社会をめざし、取りまく環境の向上のために活動する。
具体的には、市街地駐車場や公正な取引環境の整備、安全運転や防犯システムの促進などの施策を継続的に実行し、併せて、省エネ・省スペースで機動性に優れたオートバイの特長を伝えるとともに、乗っても観ても楽しい二輪車の魅力を訴求し、長期的なユーザーの支援を行う。

## 沿革
- 2013年 - NMCA日本二輪車協会、全国二輪車安全普及協会、8地区二輪車協会、各都府県地区の二輪車安全普及協会が統合し設立。

## 会員
普通会員
- I種
  - 本田技研工業
  - ヤマハ発動機
  - スズキ
  - 川崎重工業
- II種
  - ホンダモーターサイクルジャパン
  - ヤマハ発動機販売
  - スズキ二輪
  - カワサキモータースジャパン
- III種
  - 松阪屋商会
  - 横田自動車販売
  - 第一自動車
  - タカハシ
  - ダイイチ
  - ヤマハ藤田
  - ササキコーポレーション
  - 熊本ヤマハ
  - 沖縄ヤマハ
  - 函館スズキ販売
  - 秋田スズキ
  - 山梨スズキ販売
  - 宮脇商会
  - 内山商事
  - 沖縄スズキ
- IV種
  - 日本自動車工業会
  - 日本自動車整備振興会連合会
  - 全国軽自動車協会連合会
  - 日本モーターサイクルスポーツ協会

特別会員
- 全日本交通安全協会
- 全国防犯協会連合会

賛助会員
- ハーレーダビッドソンジャパン
- ビー・エム・ダブリュー
- 全国オートバイ協同組合連合会
- ベターライフ出版
- モーターマガジン社
- 三栄書房
- クレタ
- バイクブロス
- 二輪車新聞社
- 造形社
- ビーディーエス
- オークネット